# Château du Molant
Le château du Molant est un château situé dans la commune de Bréal-sous-Montfort, dans le département français d'Ille-et-Vilaine, région Bretagne.

## Localisation
Le domaine se trouve au lieu-dit du même nom à l'ouest de la commune de Bréal-sous-Montfort. Il se trouve entre la rivière Meu et son affluent le ruisseau de la Roche. Les propriétaires sont la famille du Boberil.Il a sûrement existé des édifices antérieurs, puisque la seigneurie du Molant est bien attesté au XIVe siècle. Elle possédait un droit de haute-justice. Le Molant appartenait aux Lévesque en 1388 et 1427, aux d'Ust en 1513, et passa aux du Boberil en 1562 par le mariage de Françoise d'Ust, dame du Molant, avec Vincent du Boberil. Par la suite, la plupart des seigneurs du Boberil firent leur résidence du manoir du Molant. Le procès-verbal d'adjudication du domaine du Molant comme bien national en 1793 mentionne dans sa description "à côté du vivier, une grande cour comprenant en partie l'emplacement de l'ancien château". Le procès-verbal de 1793 mentionne à la place de l'orangerie un colombier, qui apparaît sur le plan de 1784. Il existait également une chapelle antérieure. Il y avait certainement des communs antérieurs, puisque la charpente et quelques percements remontent à la fin du Moyen-Age. Les plans de 1784 et 1824 montrent, au nord de la cour, un autre bâtiment parallèle, de même plan rectangulaire, mais plus allongé.
Le château et ses dépendances, chapelle et orangerie forment un très bel ensemble de la deuxième moitié du XVIIIe siècle. La construction homogène présente une authenticité que peu d'édifices analogues ont conservée. L'architecture et le décor sont restés tels qu'ils ont été conçus et mis en oeuvre pour la famille du Boberil. René-Henry du Boberil était le fils de René-Marie du Boberil, reçu en 1729 conseiller au Parlement de Bretagne, et de Jeanne-Emilie Pinot de la Gaudinaye. Né en 1730, il était encore en vie en 1788 et mourut sans doute peu après, car au moment de la Révolution, son domaine appartenait à son fils René-Joseph du Boberil. Celui-ci émigra et le domaine fut vendu comme bien national en 1793, mais racheté par sa soeur, Madame de Kergu. René-Henry du Boberil servit dans les chevau-légers de la garde du roi; il épousa d'abord Victoire Levacher de la Chaize, puis Charlotte Valette de Champfleury. Les plans ont été dessinés par Louis de Brilhac en 1774 et 1775. Louis de Brilhac, dit le Chevalier de Brilhac, Commandeur de Saint-Jean et de Sainte-Catherine de Nantes et du temple Maupertuis, était issu d'une ancienne famille noble originaire de Touraine, dont une branche s'établit en Bretagne par suite de la nomination de Pierre de Brilhac comme premier Président du Parlement de Bretagne en 1703, probablement son frère.
L'ensemble est composé d'un château de plan rectangulaire avec façades symétriques et avant-corps central. Le décor modeste est néanmoins authentique. Le château contient également un très bel escalier en fer forgé daté de 1786. Une chapelle a deux clochetons qui possède une abside à trois pans construite en 1779, une orangerie et des vestiges d'une ancienne chapelle L'environnement de qualité a été également bien conservé: jardin, allée, bois. Les encadrements des baies du château sont en pierre de taille de granite. Quelques encadrements en pierre de taille de calcaire. Un étage de soubassement, un étage carré, un étage de comble. Avant corps central a deux travées, fronton triangulaire en façade avant. Fronton courbe en façade arrière. Toiture à longs pans brisés et croupe. Chapelle à vaisseau unique, chevet à pans coupés. Orangerie: arcade en plein cintre avec fronton triangulaire.

## Historique
Il a été construit sur les plans de Louis de Brilhac entre 1774 et 1775.
Le château et ses dépendances font l’objet d’un classement au titre des monuments historiques le 9 septembre 1993,,.